# Герштеккер, Фридрих
Фридрих Герштеккер (нем. Friedrich Gerstäcker; 10 мая 1816, Гамбург — 31 мая 1872, Брауншвейг) — немецкий путешественник и романист, популяризатор науки.
Жил в Северной Америке с 1837 по 1843 год , возвратившись в Германию описал свои приключения в ряде книг («Streif- u. Jagdzüge durch die vereinigten Staaten Amerikas», «Regulatoren von Arkansas» и других). В 1849 году он опять предпринял путешествие по Северной Америке, Калифорнии, Сандвичевым островам и так далее. Впоследствии он объехал Южную Америку, был в Египте и написал ещё несколько книг о своих путешествиях («Kalifornische Skizzen», «Unter dem Aequator», «In Mexiko», «Aus 3 Welttheilen» и другие). Собрание его сочинений вышло в 1872 году в 44 томах, очередное собрание сочинений — в 1890 году. Легко и занимательно написанные этнографические романы (многие из них были переведены на русский язык в XIX — начале XX веков) Герштеккера создали ему огромную популярность в Германии и других странах, в особенности среди подрастающих поколений.
В XIX и начале XX века в русском переводе изданы книги: «Под экватором», «Заря новой жизни», «Живая сила» и другие (около сорока изданий).